# Statuia Sfântului Gheorghe din Cluj
Statuia Sfântului Gheorghe din Cluj este un monument istoric, copia Statuii Sfântului Gheorghe din Praga, originalul realizat de meșterii clujeni Martin și Gheorghe la sfârșitul Evului Mediu. Copia a fost realizată în anul 1904 de sculptorul József Róna, postamentul fiind realizat de Kálmán Lux (1880-1961).

## Locație
Statuia a fost amplasată la Cluj în jurul anului 1904, inițial în „Piața Sf. Gheorghe” (redenumită în perioada comunistă în "Piața Gheorghe Sion", apoi în "Piața Păcii", în prezent "Piața Lucian Blaga"), în fața Bibliotecii Universitare. 
În anul 1960 statuia a fost mutată în fața Bisericii Reformate-Calvine de pe Ulița Lupilor (în prezent strada Kogălniceanu, nr. 21), locație considerată mai potrivită.

## Originalul de la Praga
Statuia originală de la Praga, prima statuie ecvestră construită într-un loc public, fără a avea o legătură cu arhitectura, a fost realizată în anul 1373 de sculptorii clujeni Martin și Gheorghe, fiii pictorului Nicolae din Cluj, la comanda împăratului Carol al IV-lea, totodată rege al Boemiei. Originalul statuii a fost mutat de-a lungul timpului în diverse locații ale Castelului Hradciani din Praga, iar în acest moment se află amplasat în „A Treia Curte”, în stânga portalului de sud al Catedralei Sfântul Vitus, lângă o mică fântână.

## Descriere
Pe soclul statuii este prevăzută inscripția A.D. MCCCLXXIII HOC OPUS IMAGINIS S. GEORGII PER MARTINUM ET GEORGIUM DE CLUSSENBERCH CONFLATUM EST, în traducere: „Anul Domnului 1373 Această operă îl reprezintă pe Sfântul George și este de Martin și George de Clussenberch (Cluj) făcută.”
Statuia ecvestră îl reprezintă pe Sfântul Gheorghe îmbrăcat în zale, ucigând un balaur, al cărui corp este acoperit cu solzi identici zalei de pe armura sfântului. Observarea acestui amănunt l-a inspirat pe poetul și filosoful Lucian Blaga să scrie poemul intitulat In fata unei statui a Sfintului Gheorghe.